# Catabena seorsa
Catabena seorsa är en fjärilsart som beskrevs av Todd 1972. Catabena seorsa ingår i släktet Catabena och familjen nattflyn. Inga underarter finns listade i Catalogue of Life.